# Raimund Abraham
Raimund Johann Abraham (23. července 1933 v Lienzu, ve východním Tyrolsku – 4. března 2010 v Los Angeles) byl rakousko-americký architekt a profesor architektury.
Od 1952 do 1958 studoval na Technické univerzitě v Grazu. Po ukončení studia absolvoval v následujících dvou letech další studium v Německu, Belgii a Švýcarsku. Mezi lety 1960 a 1964 pracoval ve Vídni jako nezávislý architekt a strávil krátkou dobu v Africe, Mexiku a USA. Od roku 1964 působil jako profesor na Rhode Island School of Design v Providence v USA. O čtyři roky později pracoval až do roku 1970 jako ředitel ateliéru Institutu pro environmentální technologie ve stejném městě. V roce 1971 se přestěhoval do New Yorku, kde pracoval jako profesor architektury na Pratt Institute. Poté vyučoval architekturu v Cooper Union for Advancement of Science and Art, avšak v roce 1971 se stal samostatně výdělečně činným a otevřel v New Yorku vlastní studio architektury a designu.
Od roku 1958 získával četné ceny v mezinárodních soutěžích. Žil v New Yorku, Los Angeles a Mazunte ve státě Oaxaca v Mexiku. Po přednášce na Institutu architektury v Jižní Kalifornii (SCI-Arc) se srazilo jeho auto s autobusem. Abraham zemřel na místě nehody.

## Dílo
- dům: Pless ve Vídni
- 1960: dům pro salcburského fotografa Josef Dapra
- 1967–1969: dům Dellacher v Oberwartu v Burgenlandu
- 1968–1969: domy a dětské centrum v Providence, Rhode Island, USA
- 1973–1977: Rainbow Plaza u Niagarských vodopádů
- 1980–1987: Rezidenční a komerční budova na Friedrichstrasse 32-33
- 1980–1989: Anthology Film Archives v New Yorku
- 1985: přístavba domu Bernard v Lans, Tyrolsko
- 1987–1991: sídliště Traviata Gasse 21 až 29 (hlavní plán a konstrukce segmentu C) Vídeň 23, Inzersdorf
- 1990–1993: obytná a komerční budova v Grazu
- 1993–1996: Tiroler Landeshypothekenbank v Lienzu, ve Východním Tyrolsku
- 1998: Knihovna pro archivy antologických filmů v New Yorku
- 1998–2001: Rakouské kulturní fórum v New Yorku

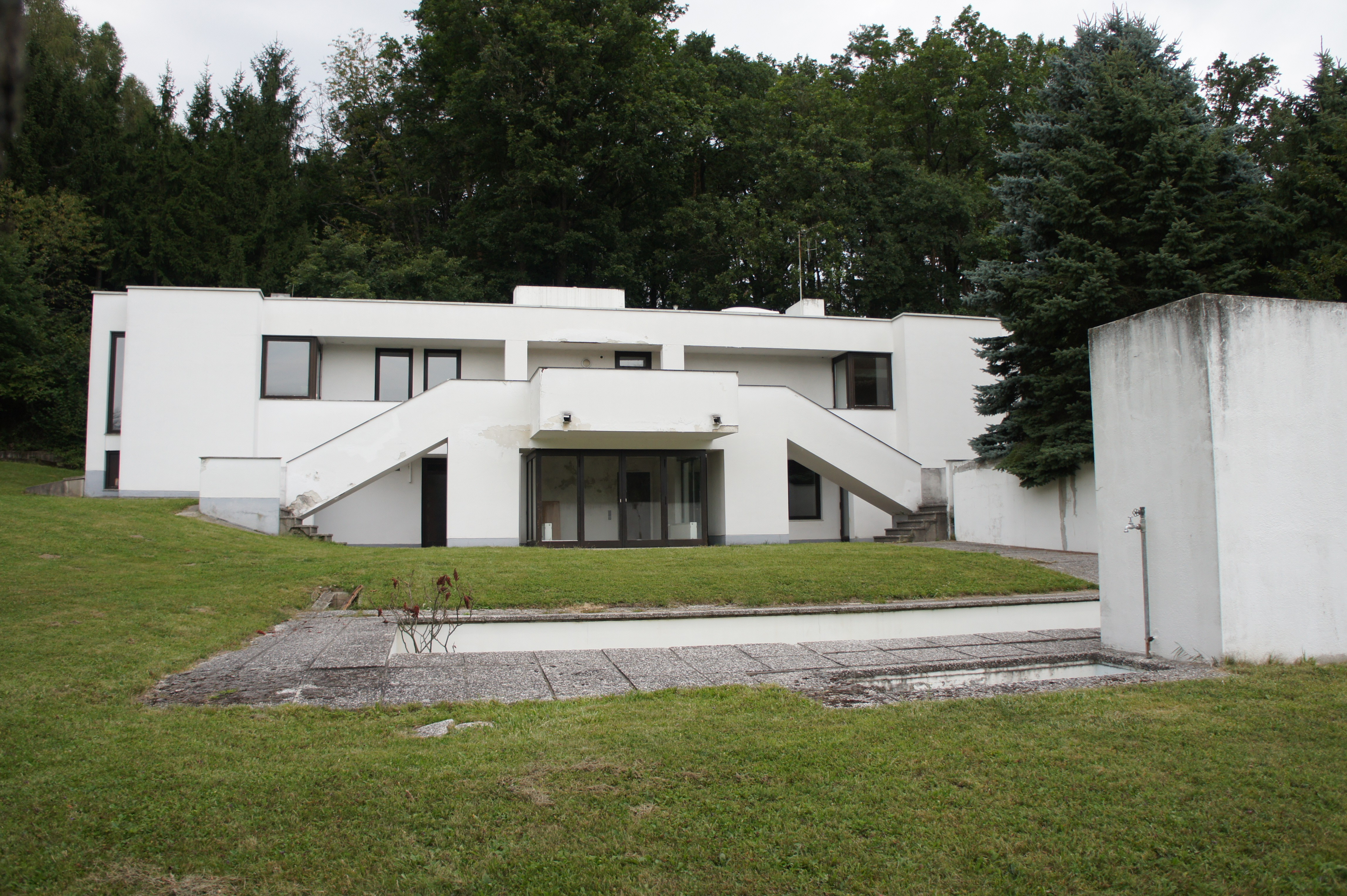
dům Dellacher
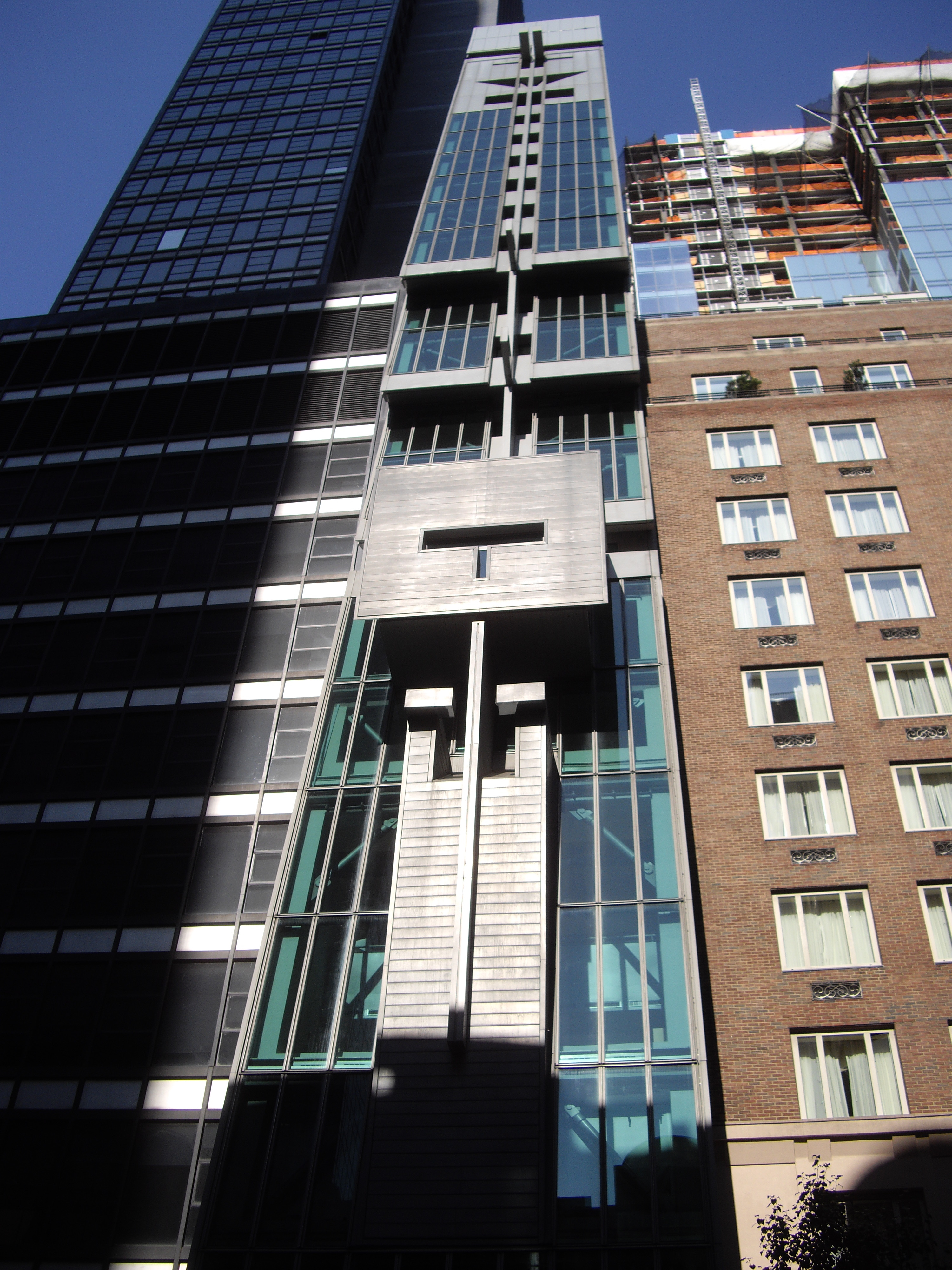
Rakouské kulturní fórum